# ダリダ〜あまい囁き〜
『ダリダ〜あまい囁き〜』（ダリダ あまいささやき、Dalida）は2016年のフランスの伝記映画。
監督はリサ・アズエロス、出演はスヴェヴァ・アルヴィティとリッカルド・スカマルチョなど。
フランスの国民的人気歌手ダリダの恋多き波瀾万丈の人生を、数多くのヒット曲をちりばめて描いた音楽伝記ドラマ。
ダリダのプロデューサー兼マネージャーだった弟オルランド（ブルーノ・ジリオッティ）の全面協力の下、彼が綴ったダリダについての回顧録を原作としている。
2016年11月30日にパリでプレミア上映された。

## キャスト
- ダリダ: スヴェヴァ・アルヴィティ（イタリア語版） - エジプト出身のイタリア人女性歌手。
- ブルーノ・ジリオッティ（オルランド）（フランス語版）: リッカルド・スカマルチョ - ダリダの弟。プロデューサー兼マネージャーに。
- ルシアン・モリス（フランス語版）: ジャン＝ポール・ルーヴ - ダリダを見出した音楽ディレクター。後にダリダの夫に。
- リシャール・シャンフレー（フランス語版）: ニコラ・デュヴォシェル - ダリダの恋人。自称サンジェルマン伯爵。
- ルイジ・テンコ（イタリア語版）: アレッサンドロ・ボルギ - イタリア人シンガーソングライター。ダリダの恋人。
- ルチオ: ブレンノ・プラシド（イタリア語版） - ルイジのファンの学生。ダリダの恋人に。
- ジャン・ソビエスキー（フランス語版）: ニールス・シュナイダー（フランス語版） - ポーランド人画家。ダリダの恋人。
- エディ・バークレイ（フランス語版）: ヴァンサン・ペレーズ - 音楽プロデューサー。
- ブルーノ・コキャトリクス（フランス語版）: パトリック・ティムシット（フランス語版） - 劇場主。
- オルランド・ジリオッティ: ダヴィデ・ロリーノ - ダリダとブルーノの兄。

## 製作
モデル出身のスヴェヴァ・アルヴィティは初の大役となるダリダ役をオーディションで獲得したが、フランス語を話せなかったため、撮影前にフランス語を習った。

## 作品の評価
Rotten Tomatoesによれば、5件の評論のうち、高く評価しているのは40%にあたる2件にとどまっており、平均して10点満点中7.92点を得ている。
アロシネによれば、フランスの30のメディアによる評価の平均点は5点満点中3.1点である。